# Ardagger
Ardagger är en kommun  i Österrike. Den ligger i distriktet Amstetten i förbundslandet Niederösterreich, 110 kilometer väster om huvudstaden Wien. Huvudort är Ardagger Markt.
Kommunen består av fyra orter (Ortschaften) (inom parentes invånarantal 1 januari 2024):
- Ardagger Markt (763)
- Ardagger Stift (1 041)
- Kollmitzberg (718)
- Stephanshart (1 098)